# Бюгельгорны
Бюгельгорны (нем. Bügelhorn: от фр. или англ. bugle — сигнальный рожок и нем. Horn — рог) — семейство медных духовых музыкальных инструментов с широкой мензурой и конической формой трубки. Форма корпуса может быть различной. Появились в результате модификации широкомензурного пехотного сигнального рожка. Различают бюгельгорны с клапанной (см. Офиклеид, сконструированный в 1817 году) и вентильной механикой (созданы в 1830-х). Среди вентильных инструментов это:
- Флюгельгорн
- Альт
- Тенор
- Саксгорны
- Эуфониум
- Туба:
  - Басовая туба в строе ми-бемоль или фа
  - Контрабасовая туба в строе C или B

На основе бюгельгорнов Адольф Сакс в 1845 году создал семейство саксгорнов с улучшенной мензурой и корпусом овальной формы.